# Helmisaari (ö i Södra Savolax)
Helmisaari är en ö i Finland. Den ligger i sjön Enonvesi och i kommunen Heinävesi i den ekonomiska regionen  Nyslotts ekonomiska region  och landskapet Södra Savolax, i den sydöstra delen av landet, 300 km nordost om huvudstaden Helsingfors. Öns area är 30 hektar och dess största längd är 0,8 kilometer i nord-sydlig riktning.